# Споменик Десанки Максимовић у Ташмајданском парку
Споменик Десанки Максимовић налази се у Ташмајданском парку, а постављен је 2007. године.

## Опште информације
Споменик је званично откривен 23. августа 2007. године у Ташмајданском парку у београдском општини Палилула, између Цркве Светог Марка и ресторана „Мадера”. Отварању споменика присуствовали су новинари, део јавности и власти, укључујући Радмилу Хрустановић тадашњу заменицу градоначелника Београда, која је истакла да је споменик подигнут баш у овом парку јер је Десанка Максимовић овде често долазила и дружила се са људима у њему.
Скулптура је урађена у Суботици на основу ауторског рада академског вајара Светлане Каровић-Деранић, која је још 2002. године освојила прву награду на конкурсу, на коме је био пријављен 41. рад